# ミネルバ (ローバー)
 ミネルバ (MIcro/Nano Experimental Robot Vehicle Asteroid, MINERVA) は、2003年5月9日、宇宙科学研究所（ISAS）が打ち上げた小惑星探査機はやぶさに搭載された、小惑星探査ローバーである。なお、はやぶさの後継機として2014年12月3日に打上げられたはやぶさ2にもミネルバの後継機となるミネルバIIシリーズが3基搭載され、そのうちの2基が2018年9月21日、リュウグウに着陸した。本稿ではミネルバIIについても説明を行う。

## 概要

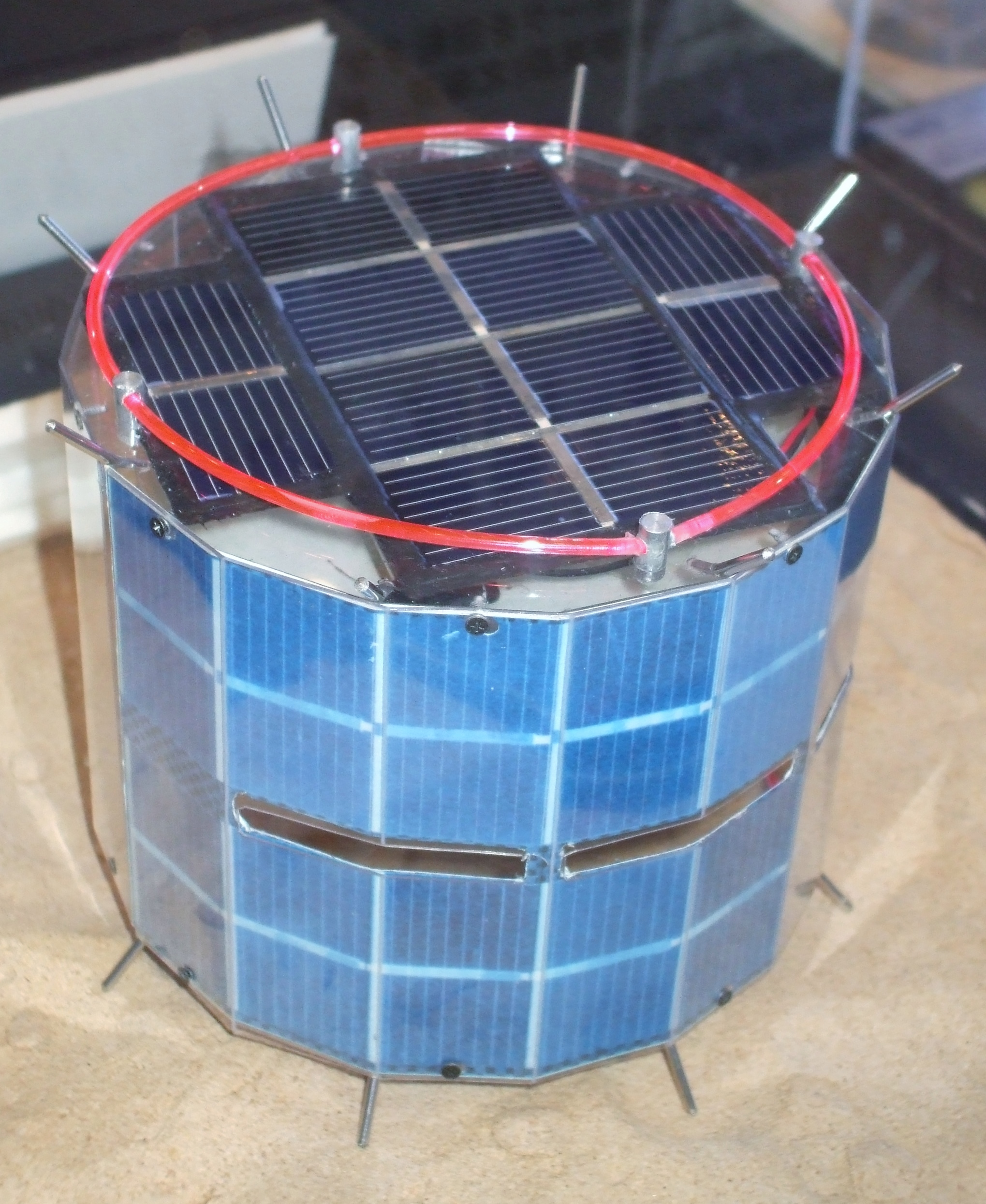
ミネルバ模型、宇宙科学研究所相模原キャンパスで撮影。

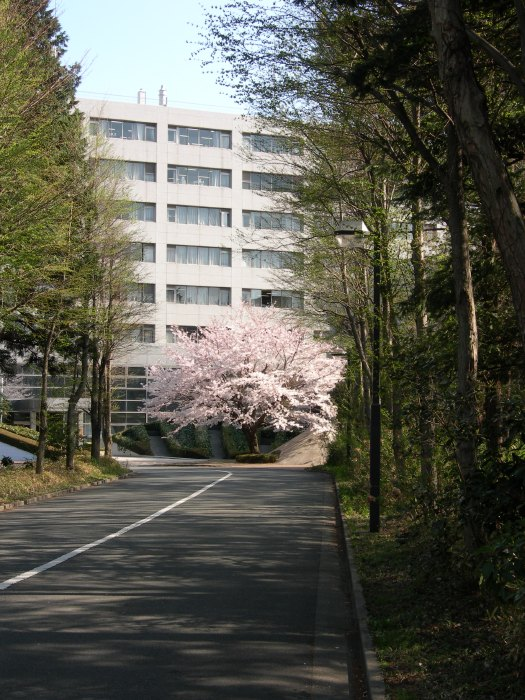
ミネルバの開発計画が進められた現JAXA相模原キャンパス本部

1995年8月に宇宙開発委員会によって承認された、宇宙科学研究所の小惑星サンプルリターン計画、MUSES-C (MU Space Engineering Satellite-C) 計画では、アメリカとの協力関係を締結していく中で、NASAが開発する車輪型の超小型ローバー、MUSES-CNを搭載することが決まった。しかし日本独自のローバーの搭載も検討されるようになり、1997年からミネルバ (MIcro/Nano Experimental Robot Vehicle Asteroid, MINERVA) 開発が開始された。
しかしMUSES-C計画におけるミネルバの位置付けは、探査機の重量バランスを調整する重り代わりであり、正規のプロジェクトではなくオプション扱いであった。バランス調整の重り代わりであるために厳しい重量、大きさの制限、そしてオプション計画であるが故の慢性的な資金不足、更には極めて小さな重力しかない小惑星というミネルバ目的地の環境に悩まされながらの開発となった。
検討を進めていく中で、ミネルバの移動機構はNASAのローバーが採用した車輪ではなく、ミネルバ内部のモーターが回転することによって生じるトルクを利用して、ホップをしながら小惑星表面を移動する機構が採用された。ミネルバ本体開発は、限られた開発費用の中、宇宙科学研究所と日産自動車宇宙航空事業部（2000年からはアイ・エイチ・アイ・エアロスペース）と共同開発とし、設計から開発、そして資金面の手配も民間企業との共同で行った。また放射線耐性など試験を行いながら、宇宙用ではない民生品を積極的に採用して経費の節減に努めた。そして地球から遠く離れた小惑星を探査するミネルバにとって必須となる自律機能を持たせるため、様々な工夫を施した。
NASAが開発を進めていたMUSES-CNは、2000年11月、開発中止となった。NASAのローバー計画中止によってミネルバがMUSES-Cに搭載される可能性は著しく高まったが、ミネルバは正式プロジェクトに格上げされることは無く、最後までオプション扱いのままであった。結局2003年2月、直径12nbsp;cm、高さ10 cmの正16角柱、本体重量は591 g、分離機構などを含めても総重量1457gの超小型小惑星探査ローバー、ミネルバが完成した。ミネルバは日本初の宇宙探査用ローバーであり、また世界初の小惑星探査ローバーとなった。
ミネルバにはホップ中に上空から小惑星を撮影する単眼望遠カメラ、小惑星表面で表面の詳細撮影を行う接写ステレオカメラ、内部と外部の温度計、光量から太陽方向を測定するフォトダイオードが観測機器として搭載されており、電源としては一面に貼られた太陽電池の他に、ホップ時や写真撮影時には2次電源として宇宙空間で初めて採用された電気二重層コンデンサを利用する。このようなミネルバは、ホップしながら小惑星表面を移動するという小天体用ローバーの移動メカニズムの実証、そして自律的小惑星探査手法の実証という2つの工学的試験を小惑星上でチャレンジすることになった。
2003年5月9日、ミネルバが搭載されたMUSES-Cが打上げられ、はやぶさと命名された。はやぶさが目的地である小惑星イトカワへ向かうまでの間、ミネルバは時々機器電源をオンにして状態チェックを受けた。はやぶさは2005年9月12日、目的地の小惑星イトカワへ到着した。はやぶさは2ヶ月近い探査の後、11月になって小惑星サンプルリターンチャレンジを開始した。そして第3回目の着陸リハーサルであった11月12日、ミネルバははやぶさから分離されイトカワを目指したが、イトカワへの投下は失敗に終わり、世界最小の人工惑星となった。そしてミネルバははやぶさ分離後、18時間に渡って通信を続け、データを送り続けた。
ミネルバはイトカワへの着陸に失敗し、小惑星上での工学試験は実現できなかったが、小天体用ローバー移動メカニズム実証、そして自律的小惑星探査手法の実証という工学的試験はミネルバ開発経過、そしてはやぶさ分離後18時間に及ぶ運用の中である程度行うことができた。2014年に打上げられたはやぶさ2では、ミネルバ運用結果、はやぶさのイトカワ探査の結果などを踏まえた後継機・ミネルバIIが搭載されている。

## ミネルバの開発開始

### 日本独自の小惑星ローバーの開発開始

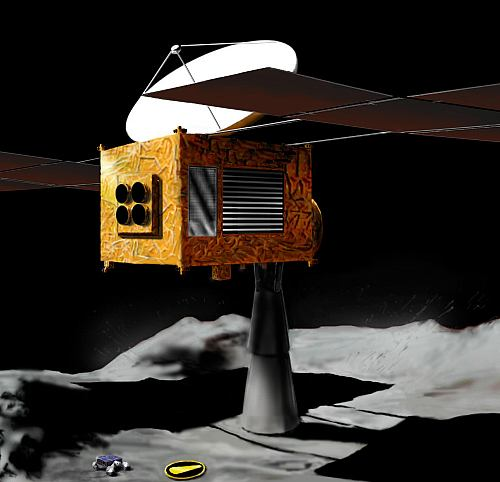
NASAによるMUSES-Cのコンセプトアート。左下にはキャンセルされることになるNASAのローバーが描かれている。

1995年8月、宇宙開発委員会は小惑星サンプルリターン計画を承認した。MUSES-C計画のスタートである。計画の遂行には惑星探査機となるMUSES-Cとの通信や、地球帰還時のカプセル回収に際してアメリカの協力が不可欠であった。
アメリカとの協力関係を固めていく中で、MUSES-CにNASAが開発する超小型ローバー、MUSES-CNを無償で搭載することになった。その一方でプロジェクトマネージャの川口淳一郎は、重量に余裕ができた場合、探査機の重量バランスを補正する重り代わりとして日本製の小惑星ローバーも搭載することを考えるようになった。川口は長年宇宙探査用ローバーを研究していた同僚の中谷一郎に、質量1キロ程度の小惑星探査ローバーを作れないかと声をかけてみた。
川口の呼び掛けに中谷は応じた。宇宙探査用ローバーを研究している宇宙科学研究所教授を始め、大学教授、そしてメーカー技術者らが集まり、1997年夏、小惑星を探査するローバー開発が始まった。

### 小惑星をホップしながらの移動

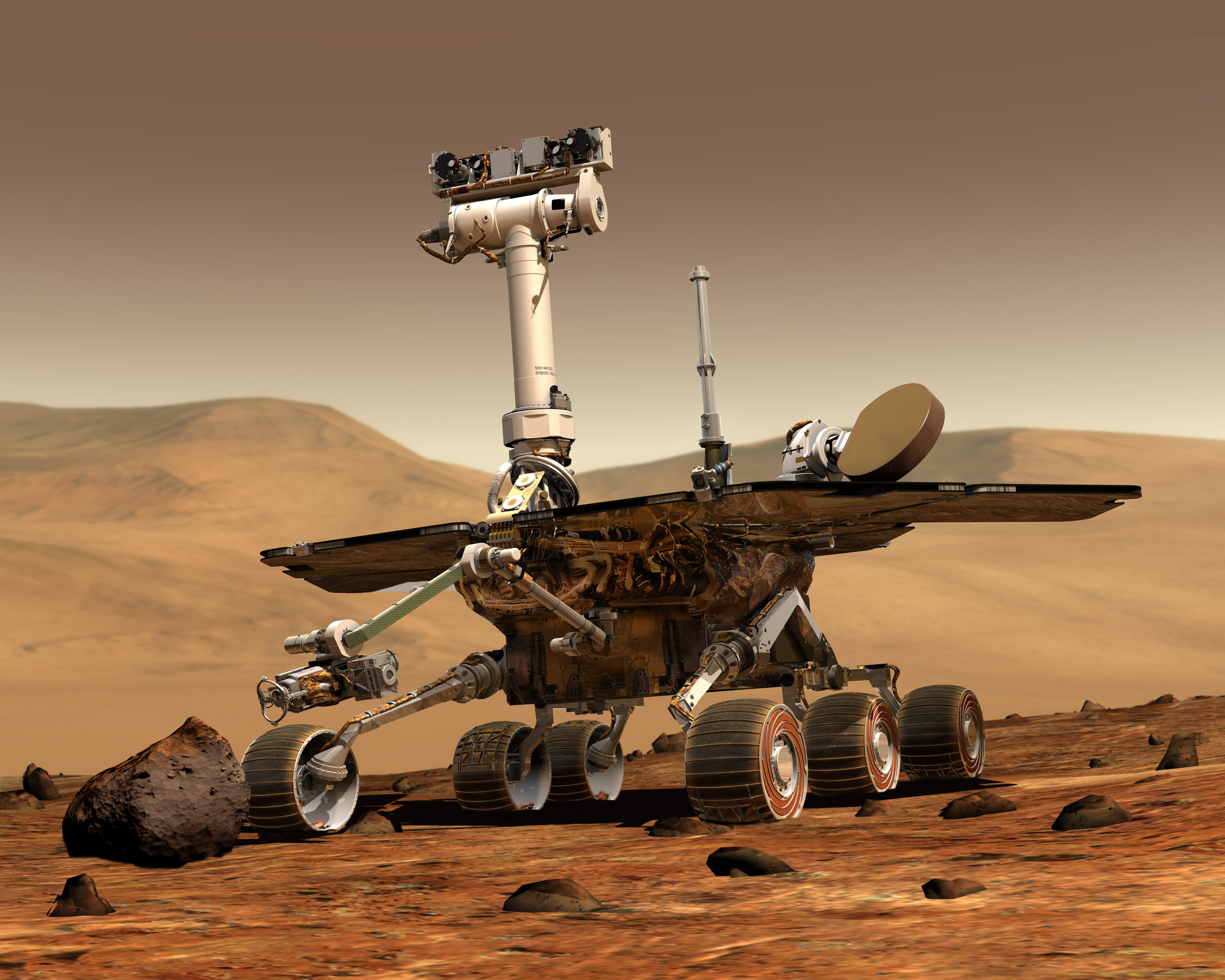
これまでアメリカやソ連が開発してきたローバーは、このマーズ・エクスプロレーション・ローバーのように、ほとんどが車輪型移動機構を採用してきた。

小惑星を探査するローバーの開発には、様々な困難が立ちはだかった。まず問題となったのが、どのような方法で小惑星上を移動するのかという点であった。MUSES-Cが目的地とする小惑星は大きくても直径数キロ以下であり、表面の重力加速度が極めて小さい。その上、初めて探査機が向かうこととなる小惑星は、重力加速度を確実に予測することが困難であり、ある程度の幅を持った重力加速度に対応可能な移動機構が必要とされた。
天体表面を移動するローバーの移動メカニズムとしては、まず摩擦力を利用する方法と、利用しない方法に大別できる。摩擦力を利用しない方法としては、ローバーにジェットを搭載し、ジェットを吹かせながら表面を移動する方法、天体が十分小さい場合などでは天体に紐やネットを被せ、紐を伝って移動する方法、さらに天体が強磁性を持つ物質で出来ている場合、電磁石を用いる方法などが考えられる。しかしジェットを吹かせて移動する機構では天体の表面を汚染するため、小惑星サンプルリターンを目指すMUSES-C計画では採用できず、また電磁石を用いる方法などはどのような小天体でも使えるものではないため、摩擦力を利用した移動方法を採用することとなった。
摩擦力を利用した移動メカニズムとしては、車輪と天体表面との摩擦力を利用して移動する車輪型移動機構、複数の脚と表面との摩擦力を利用する脚型の移動機構、そしてローバーを表面に押し付けることによって浮上させ、移動する浮上型移動機構などが考えられる。これまで月や火星などで活躍したローバーの多くは、車輪型移動機構を採用していた。
これまで多くのローバーで利用されてきた車輪型移動機構は、天体の重力が十分大きな場合、ローバーと天体間の接触力に対して垂直に働く摩擦力が大きいため、スリップすることなく移動速度を得ることができる。しかしMUSES-Cが目指すような直径数キロ以下の小惑星では重力が小さいため接触力が小さく、そのため摩擦力も小さくなり、ローバーの駆動力が摩擦力を上回るとスリップを繰り返してしまい前進力を得られない。また表面の凹凸によってローバーにわずかな力が加わるだけで、天体表面からたやすくホップしてしまう。ローバーがホップしてしまえば車輪は駆動力を天体表面に伝えられないこととなる。また小天体の脱出速度は極めて小さいため、下手をすると表面の凹凸に躓いたら最後、そのまま宇宙空間に放り出され戻ってこない可能性もある。
小天体を探査するローバーに車輪型移動機構を採用した場合、極めて小さな重力のためにローバーがたやすくスリップやホップをしてしまい、思うように移動できないという難点がある。この難点を克服するには車輪の駆動速度を極めて遅くするという方法がある。実際、NASAが開発を進めていたMUSES-Cに搭載する超小型ローバー、MUSES-CNは車輪型の移動機構を用い、移動速度は秒速わずか1.5ミリを予定していた。しかし移動速度があまりにも遅い場合、ローバーが活動できる限られた時間内で移動できる範囲が極めて狭くなってしまい、天体表面を移動しながら探査を行うローバーの特性を生かしきれないことになってしまう。
MUSES-Cへの搭載を目指す日本製ローバーの移動機構の検討では、極めて小さな小惑星の重力以外にも検討しなければならない点がいくつかあった。まず先述したように目標天体である小惑星の重力加速度の推定が不確実で、ある程度の幅を持った重力加速度に対応できる移動機構が必要である点、続いて重量に余裕ができた場合、探査機の重量バランスを補正する重り代わりとして搭載されるため、日本製ローバーの重量、大きさの制限が極めて厳しく、探査機MUSES-Cからの分離機構を含めて質量1キロ以下、大きさも十数センチ立方以内を求められていたため、シンプルかつ軽量な移動機構が必要であった。またどのような姿勢で小惑星に着地しても移動できることも重要であった。そして日本製小惑星ローバーの開発関係者の間には、NASAのローバーが採用した車輪型の移動機構とは異なる移動機構にしたいとの意識もあった。
結局日本製ローバーの移動機構として、ローバーを表面に押付けることによって浮上させ移動する浮上型移動機構の1つである、小惑星表面をホップする方法を採用することになった。ホップしながら天体表面を移動するローバーは、天体表面にローバー自身を押し付けることによって生じる摩擦力で水平方向への速度を得るため、ホップする速さが大きすぎて天体の脱出速度を越えてしまうことに注意すれば、小天体上では極めてゆっくりとしか進み得ない車輪型の移動機構よりも遥かに速く移動することが可能である。

### ローバー内部のトルクを利用した移動機構採用

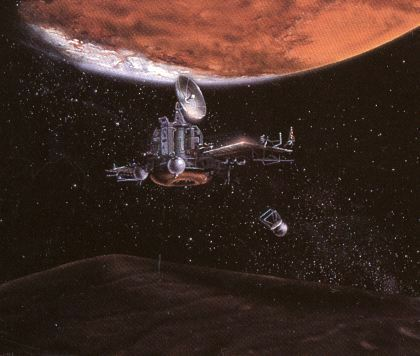
ソ連が開発したフォボス2号には、ミネルバ同様のホップしながら移動するローバーが搭載されていたという。

MUSES-C計画以前、小惑星など太陽系小天体探査用ローバーはほとんど前例がなかった。ただ、1988年7月に打上げられたソ連の火星探査機フォボス2号には、火星の衛星であるフォボスを探査するローバーが搭載されていた。このローバーに関する情報は少ないが、質量は約45キロで、バネを利用してホップしながら移動するローバーであったと伝えられている。また先述のように日本製ローバーと共に小惑星を目指すNASAのMUSES-CNは車輪型移動機構を備えていた。
日本製ローバーは小惑星表面をホップしながら移動する移動機構を採用する方針が固まった。その後ローバーの突起で表面を突くことでホップする方法、カエルの脚のような方法でホップするやり方など、ローバーをホップさせる様々な案が出された。ミネルバ開発の中心となる吉光徹雄は、まず三角パックのような形状の四面体の各頂点にハエタタキのような部品を取付け、モーターで駆動されるハエタタキのような部品が小惑星表面を叩くことによって移動するメカニズムを提案した。議論を進めていくうちにローバー外部に何らかの可動部分を持ち、小惑星表面を叩いたり突くことによってホップする方式では、凹凸が激しい表面の場合叩いたり突いたりできない可能性が指摘され、またローバー外部の可動部分を塵などから保護する必要もあった。結局吉光のアイデアからハエタタキのような部品を取除き、ローバー内のモーター回転によって発生したトルクによってローバーを回転させ、小惑星表面との反力でホップするというアイデアが生み出された。
この方式ではローバー外部に可動部がないため、小惑星表面にあるといわれていたレゴリス対策が不要となり信頼性が高まる。またホップした後、飛行中のローバーの姿勢制御を移動機構と同じモーターで行える。MUSES-Cが目指す小惑星のような重力の極めて小さな環境では、移動機構がギア無しの小型モーターの回転で良いため軽量化が可能である。モーターの制御を行うことにより小惑星の脱出速度を超えない範囲でローバーのホップする速度を調整することができるため、車輪を用いた移動機構よりも速い移動が可能であるなどの利点があった。1998年、吉光が提案したローバー内部のモーターによって発生するトルクを利用する移動機構が、日本製小惑星探査ローバーの移動機構として採用されることとなった。

## 困難を極めた開発

### 資金不足、厳しい重量と大きさの制限

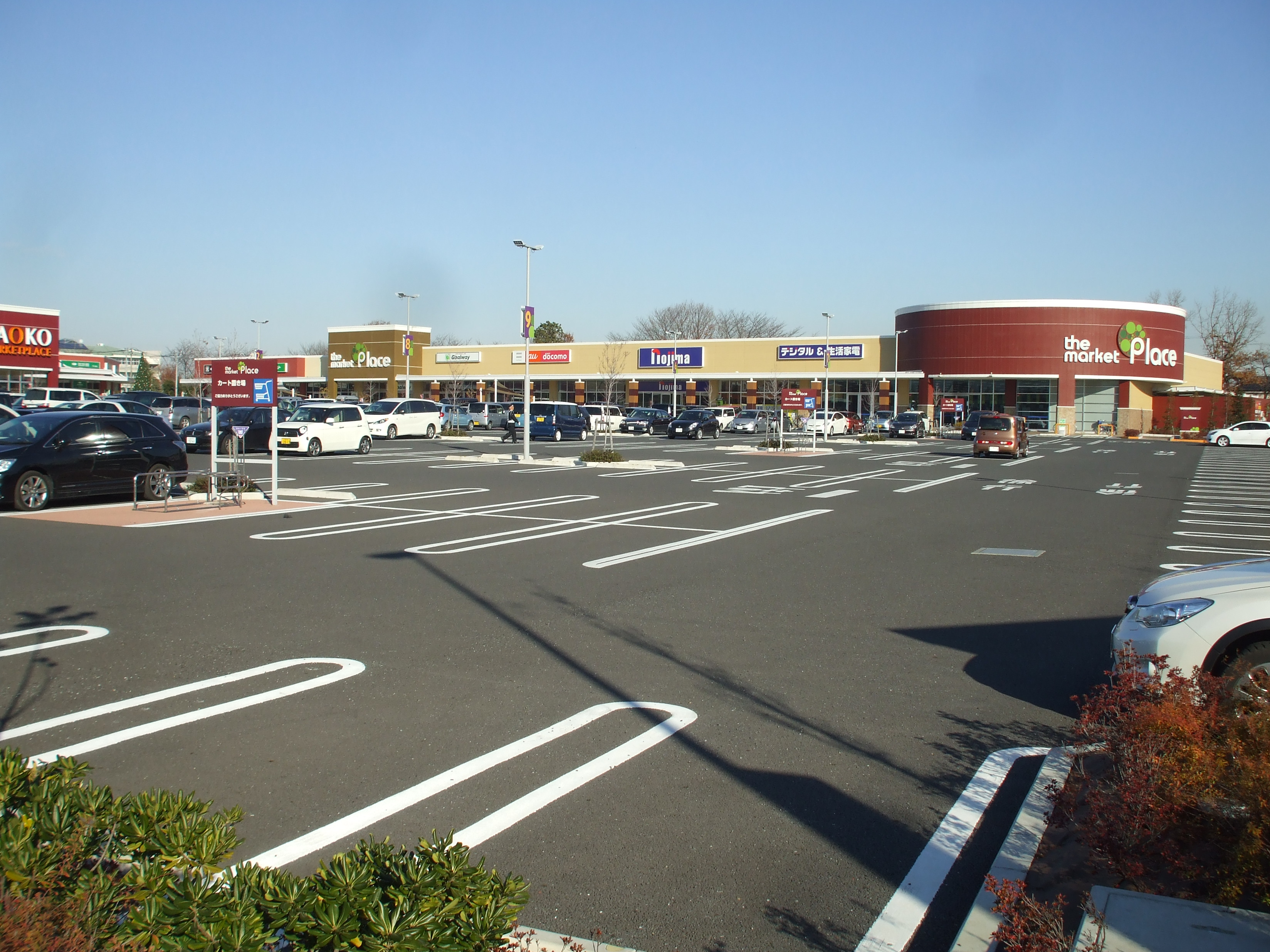
ミネルバが製作された旧IHIエアロスペース川越工場。川越工場の機能は2005年から段階的に群馬県の富岡事業所に移転され、2011年には完全に移転が成され、その後川越工場があった場所はショッピングモールとなった。

ローバー移動機構は決まったが、実際のローバー開発は茨の道の連続となった。ミネルバ（MIcro/Nano Experimental Robot Vehicle Asteroid, MINERVA）と呼ばれるようになった計画にまず立ちはだかったのが、このプロジェクト自体が、あくまで小惑星探査機MUSES-Cの重量に余裕ができた場合のオプションという扱いであり、正式のプロジェクトではないということであった。ミネルバの開発には設計段階から日産自動車の宇宙航空事業部（2000年からはアイ・エイチ・アイ・エアロスペース）が参加しており、資金も提供していた。しかし正式プロジェクトではない日本製ローバーの開発に、MUSES-Cの開発を進める宇宙科学研究所もアイ・エイチ・アイ・エアロスペースも多くの資金を投入できるはずもなく、開発当初から資金難の壁にぶつかることとなった。
資金難の中でまず問題となったのが無重力状態での試験であった。まず試作機の作成予算は何とか確保したが、ローバー内蔵モーターのトルクによる移動機構の確認に不可欠である微小重力状態での実験を行う、岐阜県土岐市にあった日本無重量総合研究所の使用料は一回100万円近い費用が掛かった。低予算での開発が宿命づけられていたミネルバで、100万円近い実験費用は極めて厳しかった。そこで開発陣は、実際にはローバーが小惑星表面からホップする鉛直方向の動きを水平な面上に置き換えることを考えた。摩擦を極力抑えた水平面を用いた実験装置を作成した開発陣は、高額な日本無重量総合研究所での実験を行う前に試作機の改良に取り組むことができるようになった。
ローバーに必要とされる機能は移動機構だけではない。ローバーを動かすための電源、観測結果などのやり取りを行う通信系、観測機器、ローバー自体の熱制御、各種データの処理など、1つの人工衛星が持つほぼ全機能を備える必要がある。小惑星探査機MUSES-Cの重量に余裕ができた場合のオプション計画であるミネルバには、極めて厳しい重量と大きさの制限が課せられている上に、大気のない小惑星表面の過酷な環境下で活動可能なローバーを造り上げねばならず、資金難とともにこれらの制約が開発に大きな障害となって立ちはだかった。

### 厳しい条件との格闘の中での開発
開発を進めていく中でまず大きな課題となったのが2次電源であった。ローバーを動かす電力は太陽電池によってまかなわれるが、ホップして移動する際やカメラによる写真撮影時には太陽電池で供給される電力だけでは不十分となるため、2次電源によるバックアップが必要となった。このような場合、一般的には化学反応を利用した2次電池を用いることになる。しかしミネルバの場合、2次電池利用が困難であった。化学反応を利用する2次電池は様々な種類があるが、それぞれ利用可能な温度範囲が狭い。小惑星表面では日の当たる昼間は100度以上となり、一方夜にはマイナス100度以下となる。ミネルバは小惑星上で60時間活動することを目標としていたが、60時間使用可能な2次電池は見付からなかった。
そこで目を付けたのが電気二重層コンデンサであった。1998年、ミネルバ開発を担当していた日産自動車宇宙航空事業部技術者は、電源やモーターの総合展示会場でエルナーの担当者に声をかけ、ミネルバの2次電源として電気二重層コンデンサが使えないかと打診した。当時、電気二重層コンデンサ開発が本格化してきており、エルナーは利用範囲の拡大につながる宇宙空間への挑戦に積極的であった。結局、開発成果をエルナー側が利用可能とする条件付で、ミネルバに搭載される電気二重層コンデンサの開発費用をミネルバ側とエルナーが折半することとなり、開発費用軽減も達成できた。
結局、小惑星上の低温時には劣化しないが、130度以上の高温時には少しずつ劣化する電気二重層コンデンサが開発され、ミネルバに搭載されることとなった。事前の解析では小惑星（イトカワ）上の三昼夜を経過すると使用できなくなると推定された。電気二重層コンデンサは総合効率では2次電池に劣るものの動作温度が広く、また充放電回路が簡単となるため小型化に有利であるというメリットがあり、ミネルバが世界で初めて宇宙空間で利用することになった。
小惑星上をホップしながら移動するミネルバの心臓部ともいえる小型モーターも悩みの種であった。既製の宇宙用モーターは大きさやコスト面からミネルバに使用できなかった。そこで地上用の民生品を利用する方針となり、複数のメーカーにミネルバ搭載のモーター製作を打診してみたが良い返事は得られなかった。結局スイスの精密機械メーカーのマクソンモーター(en)が協力をすることとなった。しかしマクソンモーターはNASAの火星探査機マーズ・パスファインダーに搭載されたローバー、ソジャーナ用のモーターを提供したことがあったが、ソジャーナで要求された温度条件よりもミネルバのそれは高温での動作を要求される厳しいものであった。結局小惑星上で60時間動作するという耐久試験にマクソンモーターのモーターは合格し、ミネルバに使用されることが決まった。
ミネルバには小惑星表面を撮像するカメラ搭載を行う予定であった。まずミネルバにも探査機MUSES-C本体が搭載するカメラを利用しようと考えたが、コスト高である上に、カメラ自体もミネルバと同じくらいの重量があるため断念せざるを得なかった。そこで技術者たちは様々なカメラを調べていったが、ミネルバに搭載可能である重量10グラム以下、取付高さ15 mmというカメラはなかなか見つからなかった。しかし1998年になってソニーのノートパソコン、VAIOシリーズのPCG-C1に目を付けた。PCG-C1には回転式のCCDカメラが内蔵されており、このカメラならばミネルバに搭載できそうであった。話を持ちかけられたソニー側は協力を了承したが、ミネルバに搭載されたカメラが宇宙空間で不具合を起こしても対応できないことと、カメラ本体の詳細な技術情報開示は行わないことが条件となった。
ソニーのノートパソコン用カメラの利用が決まった後も、カメラの難題は続いた。最大の問題はソニー製カメラのインタフェースが独自のものであり、ミネルバのマイコンに接続するための変換回路が必要となったことであった。結局1999年末に、ソニーが新たに開発を行ったUSBをインタフェースとするノートパソコン用外付けカメラ、PCGA-VC1をミネルバ用カメラとして採用することが決定した。またPCGA-VC1にはカメラモジュール用のドライバがWindows向けしかなく、この後、ミネルバ用のμITRONドライバの開発を行うなど、ミネルバ搭載のカメラ開発を進めていった。しかし、試験を進めるうちに低温環境でのカメラ動作に不具合が生じるなど様々な問題が起きた。ミネルバ開発陣はソニーよりPCGA-VC1の供給を受けていたが、2000年12月には数が足りなくなってしまったため開発陣はPCGA-VC1を購入したところ、内部のLSIが変更されていて折角開発したミネルバ用のμITRONドライバが動かない事態が生じた。ソニー側に確認したところ、既に以前のタイプの在庫はないとのことで、新たなドライバを開発する時間的な余裕もないため、慌てて中古品を秋葉原で掻き集めざるを得ないことになった。民生用部品は宇宙用部品と比べて製品開発サイクルが遥かに短いために発生した出来事であった。
オプション扱いの低予算での開発が宿命付けられていたミネルバ開発陣は、小型モーター、カメラ以外にも積極的に宇宙用ではない民生品を利用した。勿論実際に宇宙で使用できるかどうかについて放射線耐性などの試験を行い、合格したものを使用することとしたが、民生品合格率は当初の予想よりも遥かに高かった。しかし、どうしても宇宙用部品を使用せねばならないものもあった。太陽電池は宇宙用部品を使用したものの1つであった。僅か十数センチ立方以内というミネルバ表面に貼ることができる太陽電池の面積を考えると、小惑星探査に必要な電力をまかなうために高い変換効率を有する太陽電池が必要とされた上に、宇宙空間での劣化に耐えうるものにしなければならないというのが理由であった。しかし宇宙用高性能太陽電池は極めて高価であり、見積もりで1000万円を越える金額を提示された。これでは太陽電池に開発費用を食われてしまい他の部分の開発ができなくなってしまう。そこで開発陣は、正規の太陽電池製品ではなく、製品製造の際に出るテストピースと呼ばれる切れ端の利用を思いついた。テストピースは性能は正規品と変わらないため、もし使用できれば価格の低下が期待できた。目論見通り、テストピースを用いた見積もりは正規品の半分から3分の1となった。しかしここで難題が発生した。ミネルバは当初正八角柱の形状を予定していたが、製品製造過程で出る切れ端であるテストピースは、正規品よりも小さいために正八角柱の表面に効率的に貼ることができなかった。やむをえず2000年夏には、ミネルバは正八角柱からテストピースの太陽電池を効率的に貼付けられる正十六角柱に変更されることになったが、既に設計が進み、各種試験も行われていたミネルバの設計、試験を一からやり直さねばならないこととなった。

## ミネルバの完成

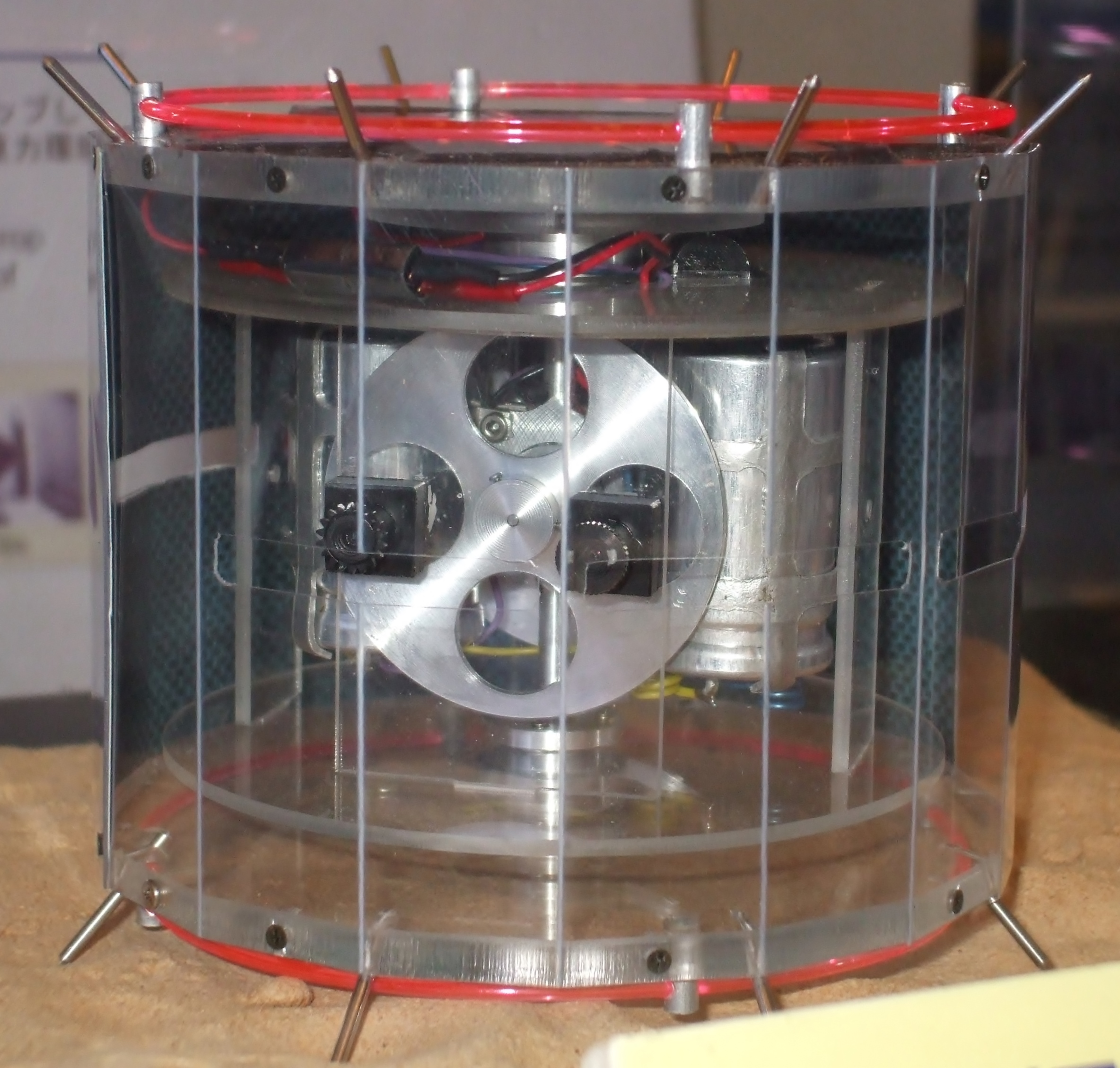
ミネルバ模型の内部構造、宇宙科学研究所相模原キャンパスで撮影。電気二重層コンデンサ、接写用ステレオカメラなどが見える。

| 大きさ         | 直径 120 mm × 高さ 100 mm（正16角柱）                         |
| 質量           | 591g                                                          |
| CPU            | SH-3 (SH7708)（約10MIPS）                                     |
| メモリ         | ROM：256 KB                                                   |
| メモリ         | RAM：2 MB                                                     |
| メモリ         | フラッシュメモリ：2 MB                                        |
| 動作可能温度   | マイナス50 - 80℃                                              |
| アクチュエータ | Maxon Motor AG製 DCブラシ・モーター × 2（ホップ用、旋回用）   |
| ホップ能力     | 最大9 cm/s（速度可変）                                        |
| 電力供給       | 太陽電池：EMCORE製 最大2.2 W、最小1.6 W（距離：1 AU）         |
| 電力供給       | 電気二重層コンデンサ：エルナー（株）製、容量：20 F、電圧：5 V |
| 通信           | 9.6kbps（通信可能距離：20 km）                                |
| 搭載センサ     | CCDカメラ SONY PCGA-VC1 × 3（ステレオ ＋ 単眼）               |
| 搭載センサ     | フォトダイオード × 6                                          |
| 搭載センサ     | 温度センサ × 10（内部4、外部6）                               |

### NASAローバー計画中止とミネルバ計画進展
ミネルバ開発が進められていく中で、2000年11月、NASAは開発を進めていたローバー、MUSES-CNの開発中止を決断した。MUSES-CNには約20億円の開発費用が投じられていたが、今後さらに費用を要することが見込まれるため計画中止にしたという説明が成された。NASAのローバーが中止になったことにより、ミネルバがMUSES-Cに搭載される可能性は極めて高くなったものの、ミネルバはオプション扱いのままで正式プロジェクトへ昇格されることはなく、完成まで資金難に苦しみ続けることとなり、実際にMUSES-Cに搭載されるかについても保証されなかった。
一方探査機本体であるMUSES-C自体も開発に際して様々な困難に直面しており、当初2002年1月に予定されていた打上げが再三延期され、結局2003年5月9日の打上げとなった。資金不足、厳しい重量と大きさ制限という過酷な条件下で開発が進められていたミネルバにとって、MUSES-Cの打ち上げ延期は開発までの時間稼ぎにもなったが、当初の計画ではミネルバは地上からの指示を受けることなく完全自律で動かす予定であったものが、地上からのテレオペレーションでも動かせるように方針が変更されたため通信効率を大幅に上げる必要性が生まれ、通信ソフトウエアを作り替えるなど、新たな要求にも対処せねばならなかった。2000年3月にエンジニアリングモデルが完成したミネルバは、2001年3月にはMUSES-C本体との試験を行うことができるプロトフライトモデルが完成し、2003年2月にミネルバ本体が完成する。ミネルバは日本初の宇宙探査用ローバーであり、また世界初の小惑星探査ローバーとなった。

### ミネルバのシステム

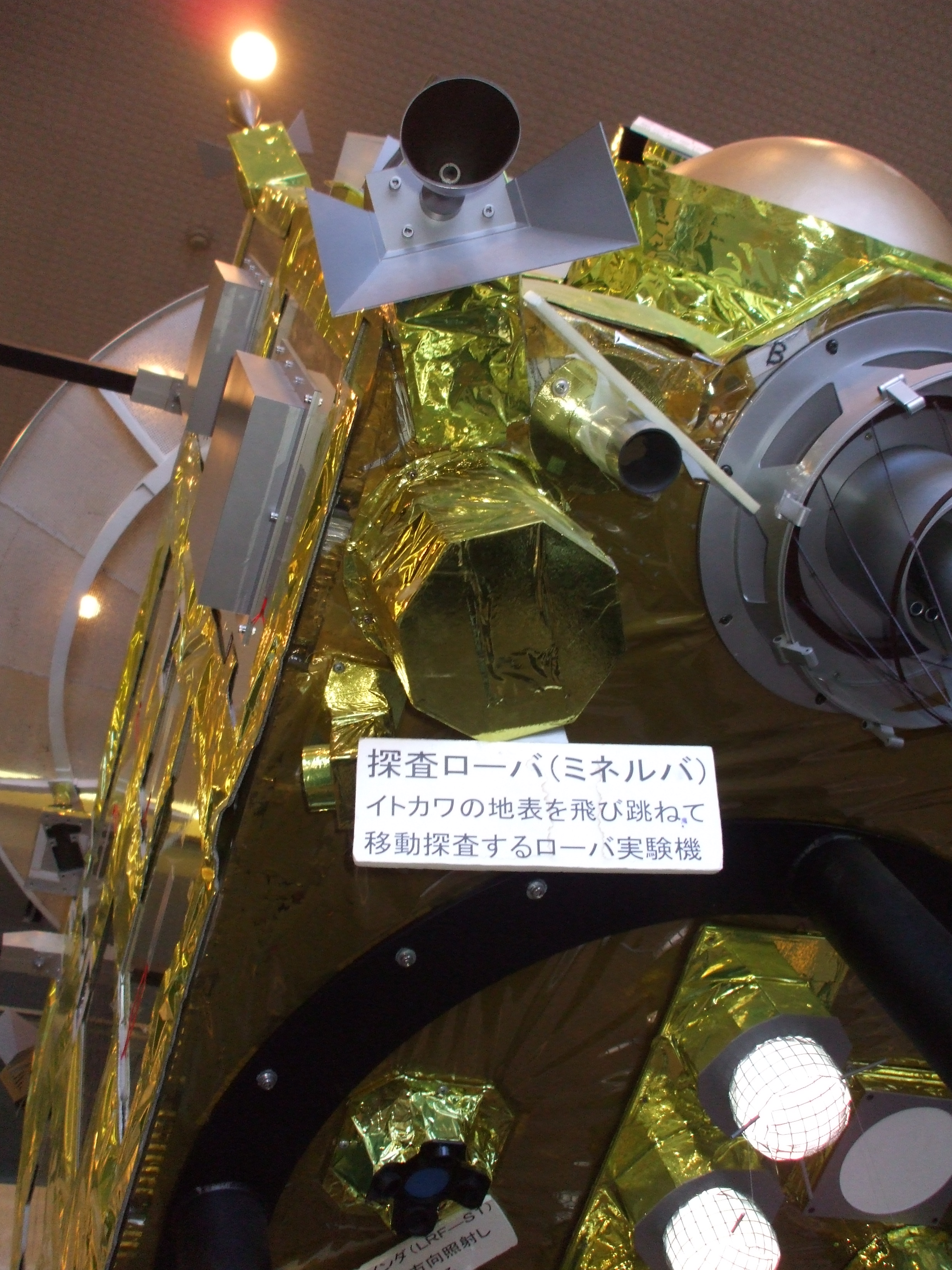
宇宙科学研究所相模原キャンパスに展示されている、小惑星探査機はやぶさの模型でのミネルバ搭載状況。

完成したミネルバは、ローバーであるミネルバ本体を含め、合計5つのコンポーネントで構成されていた。
- MUSES-Cにミネルバを据え付ける機構であり、小惑星までの飛行中にミネルバへの電源供給を担うOME-B
- OME-Bとミネルバとの間のカバーであるOME-C
- 探査機のデータバスとの間の中継器であるOME-E
- OME-Eがミネルバと通信を行うための平面パッチアンテナであるOME-Ant

これら4つのコンポーネントが探査機本体に付属した。
小惑星へのミネルバ放出時にはOME-Bに固定されていたOME-Cとミネルバが分離され、バネによって探査機より押出される。OME-Cは秒速約40センチ、ミネルバは秒速約5 cmで放出されるよう設計されており、探査機から放出後はミネルバとカバーであるOME-Cは分離する仕組みとなっていた。ミネルバ本体の重量は591 g、ミネルバと他の4つのコンポーネントの総重量は1457 gとなった。
ミネルバ本体は直径12 cm、高さ10 cmの正16角柱で、太陽電池が一面に貼り付けられている。そのためどのような姿勢であっても太陽光を得られる環境であれば電力を確保可能。着陸時衝撃緩和と太陽電池保護のためミネルバ表面より16本のピンが突き出ており、うち6本のピンには温度センサーが内蔵されていて、小惑星地面の温度を直接測定することが可能なようになっている。またピンはホップ時の摩擦を大きくする役割も担っていた。ミネルバと探査機本体側のOME-Eは同一のCPUシステムを持っていて、ミネルバが取得したデータはまず無線で中継器であるOME-Eへ送られ、中継器から探査機本体の搭載コンピュータやデータレコーダーに送られた後、地球へ送信される。また地球からミネルバへの指令もOME-Eを通して行われる。
ローバーを天体上の目的地まで導くためには任意の方向へ移動できる機能が必要とされる。任意体勢から任意方向へとホップさせるためには3自由度のアクチュエータ、とにかく任意の姿勢からホップするためには2自由度のアクチュエータが必要となるが、ミネルバは軽量化の必要性からモーターを2つとした。ミネルバ内には大きなターンテーブルがあり、ターンテーブルの上部にミネルバをホップさせるためのDCモーターが取り付けられた。そしてターンテーブル自体も旋回用のーターによって動かすことができるようになっており、ターンテーブルを回してホップする方向を変えたり、またターンテーブル回転によってホップさせることも可能である。またホップする速さを小惑星脱出速度以下に抑えるため、ミネルバ分離前にホップする速度設定を行うこととした。
電力はミネルバ全面に貼られた太陽電池より供給される。余剰電力は電気二重層コンデンサに蓄えられ、モーター回転や写真撮影時など、太陽電池からの電力のみでは間に合わない大きな電力を必要とされる際にサポートする。電気二重層コンデンサは電解液改良により低温では劣化しないが、130℃以上の高温下では少しずつ劣化する。そのため小惑星表面で活動を続けていくとやがて使用できないようになる（最終的にMUSES-Cの目的地となったイトカワ上では3昼夜と考えられた）。電気二重層コンデンサが使用できなくなった後、通信などは可能であるがホップや写真撮影はできなくなってしまうため、ミネルバが静止している場所の小惑星表面温度を継続的に測定する運用を検討していた。
ミネルバには表面から突き出たピンに内蔵された6つの温度センサー以外に、3つのカメラ、6つのフォトダイオードが外界センサーとして搭載された。カメラは3台共に同じものであり、2つのカメラは同一方向に向けて隣同士に設置され、近くをステレオ視可能である。これは主に小惑星表面を撮影する。残り1台のカメラは2台のカメラと反対側に据え付けられ、ホップ時に上空から小惑星を撮影することを主目的としている。フォトダイオードは光量測定を行う目的で搭載されており、全て異なる方向を向いていて、各フォトダイオードが測定された光量で太陽の方角を推定するようになっていた。
ミネルバの上面と下面にはアンテナが取付けられている。ミネルバの姿勢が変化していく中で、上下のアンテナのうち探査機を指向している側を使用することになっていた。ミネルバとOME-E間の通信速度は9.6 kbpsで、最大距離20 kmまで通信可能であった。

### ミネルバの自律機能と小惑星探査
ミネルバは極めて小さなローバーであり、太陽電池による発電量が少なく、そのため処理速度が速いコンピュータを搭載することはできず、高度に知能化されたローバーとすることは不可能であった。しかし地球から小惑星探査中のMUSES-Cまでは、往復で30分以上の通信時間を要する。しかも通信レートは低速で、地球とミネルバ間は探査機を通してデーターのやり取りを行うシステムであるため、地球からの指示をいちいち仰ぎながらでは探査時間が極めて短くなってしまう。そこで様々な工夫を行いながらミネルバは自律機能を強化して言った。この自律的小惑星探査手法の実証は、ホップしながら小惑星表面を移動するという小天体用ローバーの移動メカニズムの実証と並び、ミネルバの工学実験の柱であった。
大気のない小惑星表面では、昼間は100℃以上、一方夜になると－100℃以下になると考えられた。しかしミネルバの動作温度は－50℃ - 80℃である。そこで内部機器を断熱材で覆って低温から保護する対策を講じるとともに、ミネルバは内部の温度を4つの温度センサーによって常時モニターして、動作温度の下限や上限に近づくとまずホップや写真撮影といった電力を食う機能を停止させ、内部の温度が動作温度を外れたら一部の機能を残して活動を停止することにした。断熱材の影響もあってミネルバから熱が逃げにくくなると考えられ、特に日中の温度が高い時間帯はミネルバは休止状態になる見込みであった。またフォトダイオードのモニター値から太陽の方向を判断し、温度条件が厳しくない小惑星上の朝や夕方の方向へホップする機能も備えていた。
ミネルバはフォトダイオードの測定値から自らが移動しているかどうかを判断する。つまりフォトダイオードが測定する光量が一定であれば小惑星上に静止しているものと判断し、表面のステレオ撮影を行って表面温度を測定した後、ホップして移動する。一方光量が変化している場合には、小惑星上をホップしながら移動している最中であると判断し、小惑星上空撮影用のカメラで表面撮影を行う。
しかしミネルバにはホップ時に小惑星にカメラを向ける機能は設けられていない。そのためどうしても2分の1の確率で小惑星とは反対側の宇宙空間を撮影してしまう。そこで撮影した画像はまず圧縮処理を行い、圧縮後のデータサイズが小さいものは画像を廃棄する。そして保存された写真も画像内をいくつかの領域に分け、情報量が少ない部分はやはり宇宙空間を撮影したものと判断してその部分を廃棄し、情報量の多い部分のみ保存するようになっていた。そして保存された画像は情報量に比例して優先度をつけ、優先度が高い画像から順次MUSES-Cへ向けて送信するようにした。
またミネルバのソフトウェアは自律して活動を行う自律モードの他に、地上のオペレーターがミネルバを直接制御するテレオペレーションモードも選択できるようになっていた。テレオペレーションモードの際はミネルバは自立的な活動は行わないようになっており、小惑星までの道中にミネルバの機能チェックを行う際などに使用された。

## ミネルバの運用

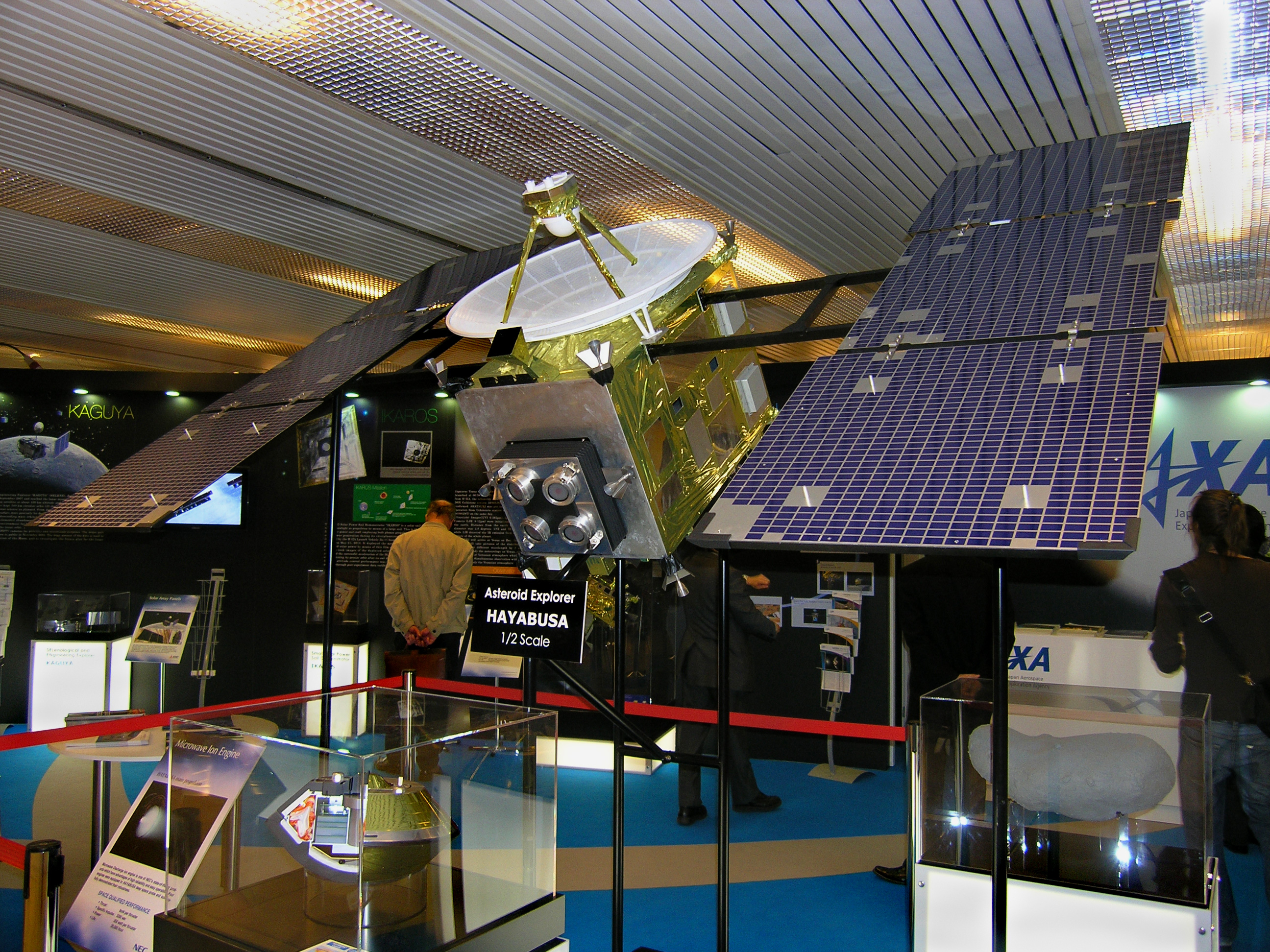
ミネルバが搭載された小惑星探査機はやぶさの模型

2003年5月9日、MUSES-CはM-V5号機によって内之浦宇宙空間観測所より打上げられ、はやぶさと命名された。ミネルバははやぶさに搭載されて小惑星イトカワを目指した。イトカワまでの2年余りの道中、ミネルバは時々機器の電源をオンにして状態チェックを受けた。はやぶさ打上げ直後のチェックで動作に不安定な面が見付かったが、原因が判明して対策を取ったところ正常に戻った。そしてその後の状態チェックではミネルバは正常に機能した。
はやぶさは2005年9月12日、目的地小惑星イトカワに到着した。到着後、はやぶさはまずイトカワの詳細観測を行い、11月に入るとはやぶさの目的の1つである小惑星のサンプルリターンを目指し、イトカワへの着陸にチャレンジすることになった。しかしはやぶさはイトカワへの着陸チャレンジ前に深刻なトラブルに見舞われていた。姿勢制御を担う3基のリアクションホイールのうち、2基が故障してしまったのである。残り1つのリアクションホイールと化学エンジンの噴射を工夫することによって姿勢制御を行うことにしたのだが、安定した姿勢制御を行うことは困難であった。はやぶさは小惑星イトカワのサンプルリターンを目指しており、イトカワでの任務を終えたら地球へ戻らねばならない。イトカワから地球へ予定通り戻るには11月中にイトカワを出発しなければならず、姿勢制御の問題と時間の制約がのしかかっていた。
11月4日の初回着陸リハーサルは、やはりリアクションホイール故障が大きく影響してイトカワ表面への誘導が想定通り進まず、また着陸を行う方法として考えられた画像処理のデータに基づく着陸試行では、画像処理自体にエラーが出てしまい、上手く行かなかった。11月9日に行われた第2のリハーサルでは、画像処理による着陸を断念し、高度500 mまではイトカワ表面の地形画像を元に地上からの指示ではやぶさを誘導するという別の方法を試行した。この二回目の着陸リハーサルは、イトカワ表面への着陸制度という面では精度がまだ足りなかったものの、1回目ではイトカワ表面から700 mが最接近距離であったものが、70 mまで接近することができた。

### イトカワへの着地失敗
11月12日に行われることとなった第3回着陸リハーサルで、ミネルバはイトカワ表面へ向けて放出されることになった。第三回着陸リハーサルの目的はミネルバの放出とともに近距離レーザー距離計と航法誘導方法の確認であった。この第三回リハーサルでミネルバの放出を行うことになった理由は、小惑星からのサンプルリターンを目的とする着陸時にはミネルバ放出も行う余裕はないと判断されたためであった。また11月中の着陸ミッション完遂を求められていた状況では、ミネルバ放出だけのためにリハーサルをもう1回追加する時間的余裕は無かった。
ミネルバ放出は自律機能を用いず、地上からの指令であるテレオペレーションで行うこととなった。テレオペレーションで放出を行うということは、地球とイトカワ間の通信に片道約16分掛かるため、はやぶさからのデータを見ながら、往復分である約32分後のはやぶさの位置と速度を予測しながらミネルバ放出を決定することとなる。このような場合、本来テレオペレーションで放出を行うことは好ましいとはいえない。しかしはやぶさの場合、小惑星への距離が100 m以下の状況下で用いる予定であった近距離レーザー距離計事前試験がこれまで全く行われていなかった。つまり自律機能を用いてミネルバ放出を行おうとしても、きちんと動くかどうか全く確認していなかった近距離レーザー距離計の数値を元に行わざるを得ず、これはリスクが高い運用であると判断された。結局、時間の厳しい制約を課せられていたはやぶさのイトカワ着陸ミッションでは、ミネルバ放出と近距離レーダー距離計の試験を第3回リハーサル時に同時に行わざるを得なくなり、テレオペレーションによるミネルバ放出が決定された。
11月12日15時8分、地上からミネルバ放出コマンドが送信された。ミネルバはイトカワ上空70 m、イトカワとの相対速度は秒速5 cm以下で放出する予定であった。しかしミネルバ放出コマンドの前に、はやぶさに対して上昇するよう指示するコマンドが送られていたというミスが発生した。ミネルバは15時24分にはやぶさから放出されたが、イトカワからの高度は約200 mで、はやぶさは秒速約15センチで上昇中であった。結局ミネルバはイトカワに着地することなく人工惑星となった。はやぶさのプロジェクトマネージャである川口淳一郎は、ミネルバのイトカワ着地失敗のそもそもの原因は、近距離レーザー距離計の試験とミネルバ放出を同一の着陸リハーサルで行ったことにあるとしている。
ミネルバははやぶさより放出後は自律モードとなり、定期的に写真撮影を行うようになっていた。一方はやぶさも、ミネルバ放出後は速度を上げてイトカワから上昇しながら搭載カメラでミネルバを撮影することとなっていた。はやぶさからミネルバがあると思われる方向への撮影は合計4回行われた。ミネルバ放出後212秒後にはやぶさが撮影した写真に、ミネルバとミネルバと共に放出されたカバーであるOME-Cが写っていた。
ミネルバが撮影した写真のうち、送信されたのははやぶさの太陽電池パネルが写った一枚のみである。その画像もフルサイズでは160×120ピクセルであったものが、画像下側の3分の1が送信されずに160×80ピクセルのものが送信されてきた。これはミネルバの自律画像判断機能が働いて、写真中で何も写っていない部分を破棄して送信しなかったためである。また送信された写真が1枚だけであった理由も、他の写真が何も写っていない宇宙空間を撮影していたり、もしはやぶさやイトカワが写っていたとしても、とても小さく写っていたために画像が棄却されてしまい送信されなかったためと考えられる。
ミネルバははやぶさから分離後、約18時間に渡って通信を継続した。もしミネルバがイトカワに着地すれば、イトカワの自転周期から考えて3時間前後で夜間となっていったん通信が途絶するはずであるが、18時間継続して通信できたことからも、ミネルバはイトカワに着地することなく、人工惑星として宇宙空間を漂っていたことがわかる。ミネルバからは写真は一枚しか送信されてこなかったが、温度データなどは通信継続中は送られ続けた。うち、ミネルバ内部の温度データは放出後ほぼ一定の数値を示しており、これはミネルバは放出後、イトカワ表面からの熱輻射の影響を受けない宇宙空間にあったことを示している。またミネルバが宇宙空間で初めて使用することになった電気二重層コンデンサも正常に動作した。
ミネルバの通信途絶直前に送信されてきたデータによれば、ミネルバの機能は完全に正常であった。従って通信途絶はミネルバの故障が原因ではなく、はやぶさのミネルバ通信用アンテナであるOME-Antがカバー可能な範囲からミネルバが外れてしまったことにより、通信不能になったためと考えられている。

## ミネルバII
ミネルバは小惑星イトカワへの着地に失敗し、人工惑星となった。しかしミネルバが目的とした工学実験の二本の柱のうち、ホップしながら小惑星表面を移動するという小天体用ローバー移動メカニズムの実証は、イトカワ表面での実地検証を行うことはできなかったが、はやぶさ打ち上げ前に落下塔での無重力試験を重ねることによってある程度メカニズムを確立できており、一方もう一本の柱である自律的小惑星探査手法の実証については、18時間に及ぶミネルバの運用の中で超小型自律ロボットとしての実績を積むことができた。
はやぶさによるイトカワ探査によって、イトカワのような小さな小惑星であってもその表面は均質ではなく、場所によって差異が見られることが明らかとなった。表面が均質な天体であればランダーが降り立って探査すればよく、移動機能を有するローバーは必要とはされない。しかし場所によって表面の性質が異なる天体であるならば、移動機能を有するローバーによる探査の必要性が生まれる。イトカワのような小天体でも場所によって表面の性質に違いが見られることが明らかになったということは、太陽系小天体においてもローバーがその探査に有効であることを示している。
そこでミネルバ以降の小天体用ローバーとして求められる機能としては、小天体上の科学的に重要と見られる地点にローバーを誘導する機能が求められることになり、そのためにはまず小天体上のローバーの位置同定が必要となる。位置同定にはミネルバのような超小型ローバーでは探査機によって詳細に撮影された画像により作成された地図と、ローバーが撮影した写真を比較する方法、ローバーに搭載された太陽や星のセンサを用い、天体上で観測された重力方向を基準とする方法、ローバーが車輪を用いる場合には車輪の回転を分析することによって移動距離や方向を分析する方法などが考えられるが、ミネルバのようなホップして移動する超小型ローバーでは、車輪の回転を分析する方法はそもそも使用できず、小天体は多くの場合いびつな形状をしているので表面で観測される重力方向が不安定であるため、太陽や星のセンサーを用いる方法では精度が保障できないと考えられた。また超小型ローバーの場合、撮影した写真の視野が極めて狭いことが予想され、探査機によって撮影された地図と上手く照合できないと考えられた。結局、探査機から静止中のローバーまでの距離を計測し、探査機の運動と小天体の自転運動の動力学を利用して小天体上の位置の同定を行う方法が検討されている。
はやぶさに続いて小惑星を探査するはやぶさ2計画においても、ミネルバの後継機であるミネルバII搭載が計画された。結局はやぶさ2に搭載されたミネルバは2機構成のミネルバ-II1と、ミネルバ-II2の合計3機となった。ミネルバ-II1はJAXAと会津大学が開発を担当し、ミネルバ-II2は東北大学、東京電機大学、大阪大学、山形大学、東京理科大学によって構成された大学コンソーシアムによって製作された。
ミネルバIIでは、ミネルバが目指した自律的小惑星探査手法実証、ホップしながら小惑星表面を移動するという小天体用ローバーの移動メカニズムの実証という工学的課題のほか、先述した小惑星上のローバーの位置同定、複数ローバーによるネットワーク探査、搭載コンピュータとしてSOIデバイスの宇宙空間での利用といった新たな工学的チャレンジが提案された。またミネルバ2では、探査目標の小惑星リュウグウの自転軸が不確かで、自転軸が横倒しの場合には日照が長時間連続する可能性があるため、搭載コンピュータの冷却機能の追加や、目標小惑星の公転軌道や探査時期から、1.2天文単位以遠での探査を見据えた大型化などが検討された。
ミネルバIIの科学観測は、ミネルバ同様のホップ中に上空より小惑星を撮影する単眼望遠カメラ、小惑星表面で表面詳細撮影を行う接写ステレオカメラ、内部と外部の温度計、光量から太陽方向を測定するフォトダイオードの他に、ミネルバIIの姿勢変動を計測するジャイロ、ミネルバIIが小惑星表面に着地した正確な時刻の計測や、小惑星の表面重力の直接測定、さらにははやぶさ2計画で行われる予定であるインパクター衝突時における振動の測定などへの利用が考えられる加速度計、そして炭素に富むC型小惑星であるリュウグウの表面探査を考慮して、LED照射による多色分光を行い有機物測定などを行う機器の搭載が検討された。
ミネルバ-II1は、はやぶさ2の目的小惑星であるリュウグウが、小惑星の表面重力加速度・温度・自転周期・自転軸の傾きなどがイトカワと異なることが予想されたためローバーの再設計を行わねばならず、またミネルバの経験を踏まえて多くの改良を加えることとなったため、完全な新規開発となった。ミネルバ-II1はローバー保持、分離機構とローバー本体の合計質量は約2500 g、2機のローバーはそれぞれ約900 gである。ミネルバで採用したターンテーブル方式は、ターンテーブル上にほとんど全回線配置を行う必要性から軸受けなどの構造を強化せねばならず、どうしても質量が大きくなってしまうため、ミネルバ-II1では採用されなかった。ミネルバ-II1は形状を薄型として、面積が広い面が小惑星表面に接地する可能性を高めるようにした。小惑星上でのローバーの姿勢がほぼ決まることにより、2つのアクチュエータを同時に動かすことによって任意方向へローバーをホップさせることが考えられていたが、重量オーバーのため1つに減らすことになった。
なお、ミネルバIIを2基構成とした理由は、まず予算制約上、ローバーに使用した部品は地上実験で使用に耐えると判断された民生品であり、それぞれのローバーにおいても冗長性を設けなかった。また小惑星の探査を行う中で、永久影に入り込んで電力が得られなくなったり、溝や穴のようなところに嵌ってしまう可能性もあり、ローバーそのものにではなく、2基構成とすることによって冗長性を持たせる戦略を採用したことによる。しかし2つのローバーは、全面に太陽電池を貼布してあるものと、上面と下面に太陽電池を貼らない部分を設けたものとになっており、熱放射特性に違いがある。これはミネルバIIの設計時点では目的地リュウグウの自転軸が判明しておらず、昼夜のサイクルが掴めなかったため、2台のローバーの熱放射特性に違いを設けた。
2基のローバーは物理的に異なるデバイスによる3つの処理系ソフトウエアが搭載された。1つのソフトウエアは書き換えが不可能なようにロックがされており、残りの２つは書き換えが可能となっている。書き換え可能なソフトウエアが不調で起動しない場合でも、第一のソフトウエアでローバーはある程度の動作が可能となるようにした。実際の探査時には、放射線の影響などでソフトウエア内に異常が起きていない、最新のソフトウエアはどれか等のチェックを行い、最も信頼性が高いソフトウエアを動作させる仕組みとなっている。
一方、5大学のコンソーシアムによって2011年春に開発開始されたミネルバ-II2は、ローバー本体とローバー保持、分離機構との合計質量は約1500gである。ミネルバ-II2は極めて小さな重力加速度下での移動機構の検証を主目的とし、カメラによる小惑星撮像などのミッションを行う計画である。
ミネルバ-II2の製作に参加した5大学の役割分担は
- 東北大学は計画全体の取りまとめ、微小振動によるマイクロホップ型移動機構開発
- 山形大学はバイメタルによる環境駆動型移動機構開発
- 東京電機大学は永久磁石を利用した内部撃力型移動機構開発
- 大阪大学は板ばねを用いた弾性エネルギー開放型移動機構開発
- 東京理科大学はローバーに搭載するカメラ開発

である。

### ミネルバ-II1運用

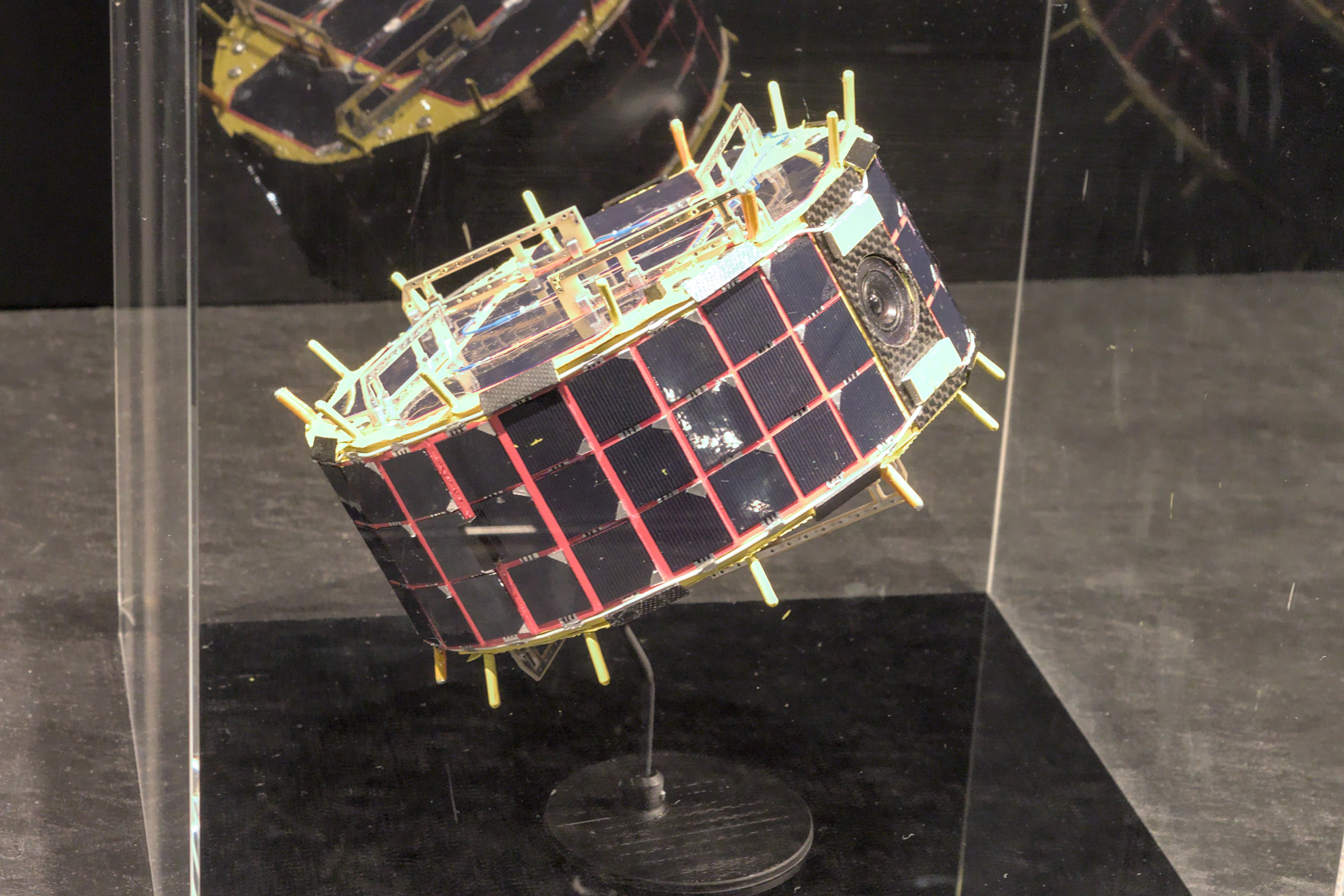
ミネルバ-II1Aの模型

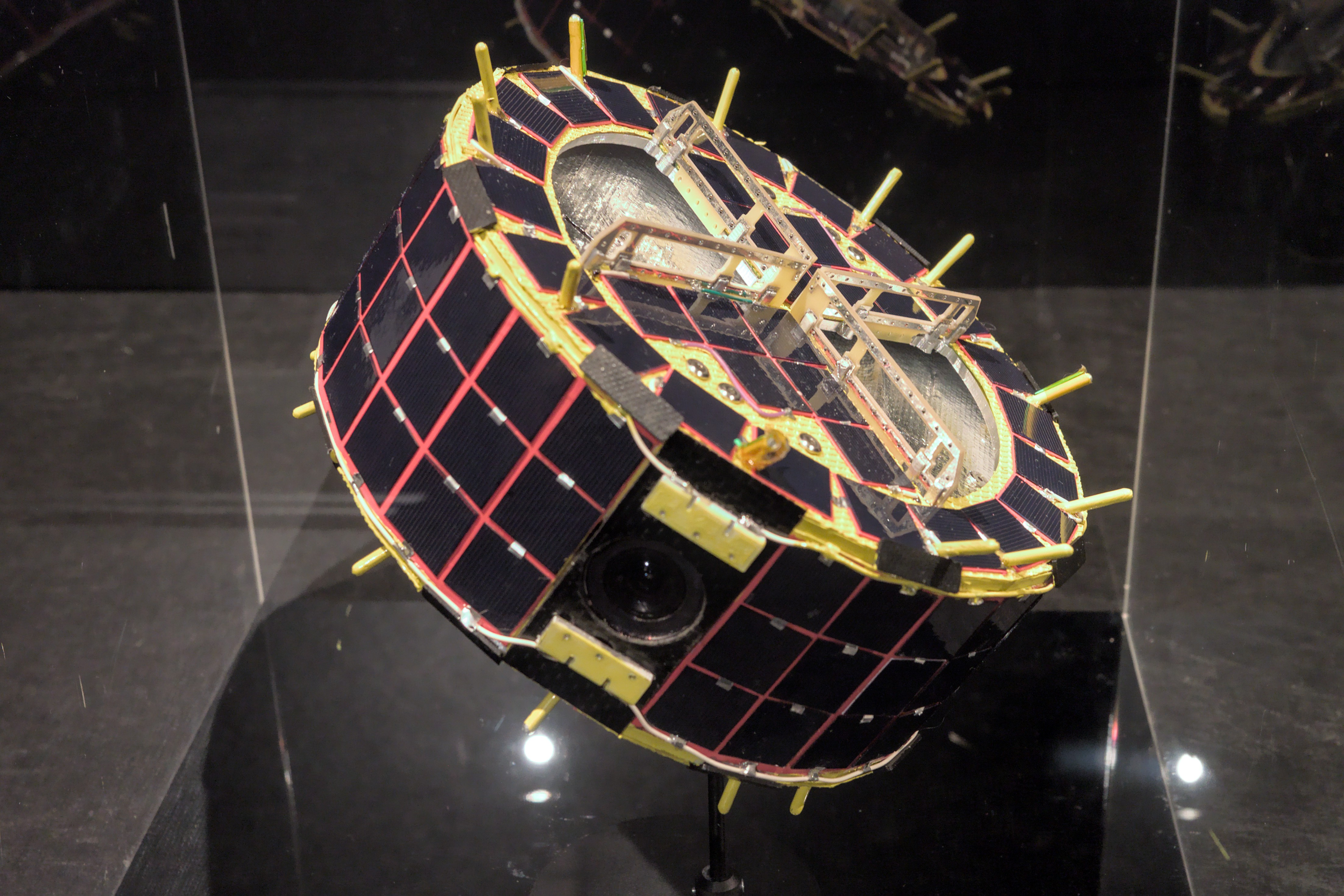
ミネルバ-II1Bの模型

2018年9月21日13時6分、2基のローバーははやぶさ2から分離された。9月22日、JAXAは小惑星リュウグウの地表に2台のミネルバ2が着地に成功したと発表した。少なくとも1台がりゅうぐう地表をジャンプして移動したことも確認された。小惑星上で探査機が着陸、移動、写真撮影に成功したのはいずれも世界初となる。なおリュウグウ到着後、はやぶさ2からの電波が想定よりも強かったため、ローバーははやぶさ2近くにあると判断したため、省電力モードでデータ送信を行っていた関係上、自律送信のパラメーター変更を行った後の9月22日に1A、翌9月23日に1Bが自律探査を開始した。
2018年12月13日、JAXAは会見でミネルバII1ステレオ画像を含む新たな画像を公開。また正式名称について1Aが「イブー (HIBOU)」、1Bが「アウル (OWL)」と発表した。いずれも神話でミネルバと関わりのあるフクロウに因む。それぞれ113日と10日の活動が確認されており、その後は日陰に入って休止中と推定された。またその間カメラ画像に全く汚れが確認できなかったことから、リュウグウ表面に砂はないと結論付けられた。その後、2019年8月2日にアウルから久々にテレメトリが得られている。2基のローバーともリュウグウ表面の撮影と温度計測を自律的に行うことに成功し、1Aは609枚、1Bは39枚の画像をはやぶさ2に送信した。

### ミネルバ-II2運用
ミネルバ-II1の成功の一方、ミネルバ-II2については、打上げ前の最終試験の段階から不具合が続いていることが2018年11月8日に明らかとされた。ミネルバ-II2のデータ処理用のFPGAの動作が不安定な状態となっており、軌道上での動作確認において、応答を返すものの機器状態が取得できない状態が続いた。
このためミネルバ-II2の有効活用として、重力場測定の運用が考え出された。本来よりも高高度である1 km上空で分離させることにより、数日かけてリュウグウを周回しつつ、ゆっくり降下する軌道に載せ、その軌道変化を測定する実験となった。はやぶさ2本体にはターゲットマーカーがいくつか余っているため、2019年9月17日に2個のターゲットマーカーをリュウグウの周回軌道に載せ、落下までの軌道を数日間観察する予備実験を行った。これを受け、ミネルバ-II2は10月3日 (JST) にリュウグウ上空1kmで分離された。リュウグウの赤道上空を約5日間で8周程度周回して着地する計画 に対し、カバー分離の反動で25°ほどの誤差が生じ、着地まで予定より早く約22時間で1周余りの周回となるトラブルはあったものの、データは得られたため実験は成功した。